# Zu den heiligen Mauren (Hostel)

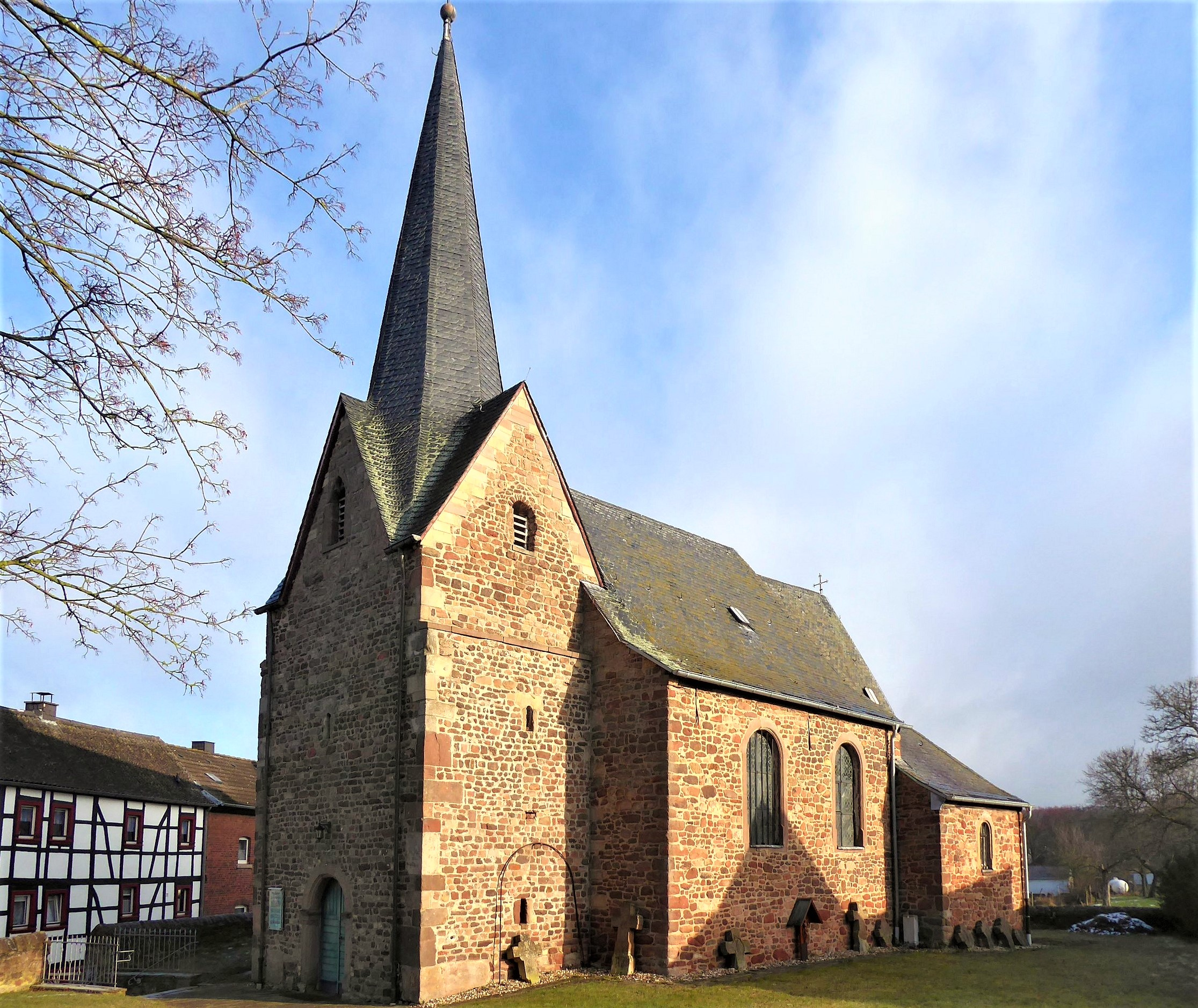
Zu den heiligen Mauren

Zu den heiligen Mauren ist eine römisch-katholische Kapelle in Hostel, einem Ortsteil von Mechernich im Kreis Euskirchen in Nordrhein-Westfalen. Die Kapelle gehört zur Pfarre St. Andreas, Glehn.

## Geschichte
Die Kapelle zu Hostel ist den Märtyrern der Thebaischen Legion und Hubertus von Lüttich als Konpatron geweiht. Der querrechteckige Westturm geht auf das 12. Jahrhundert zurück. Der spätgotische Chor mit Rippengewölbe und 5/8-Schluss wurde um 1490 errichtet. Die Altarweihe erfolgte am 23. August 1492 durch den Bischof Johannes von Cyrene. Das mittelalterliche Langhaus ging wahrscheinlich in Turmbreite durch, es wurde 1696 durch ein größeres Kirchenschiff zwischen Turm und Chor in gotisierenden Formen ersetzt, wobei der Westturm die schlanke Schieferpyramide erhielt. Der Chor hat vier zweiteilige Spitzbogenfenster des 15. Jahrhunderts. Die Fenster des Mittelschiffes sind barocke Werke der dritten Bauphase des späten 17. Jahrhunderts. Renovierungen an dem Gotteshaus wurden 2006 mit dem Rheinischen Denkmalpreis ausgezeichnet.

## Ausstattung

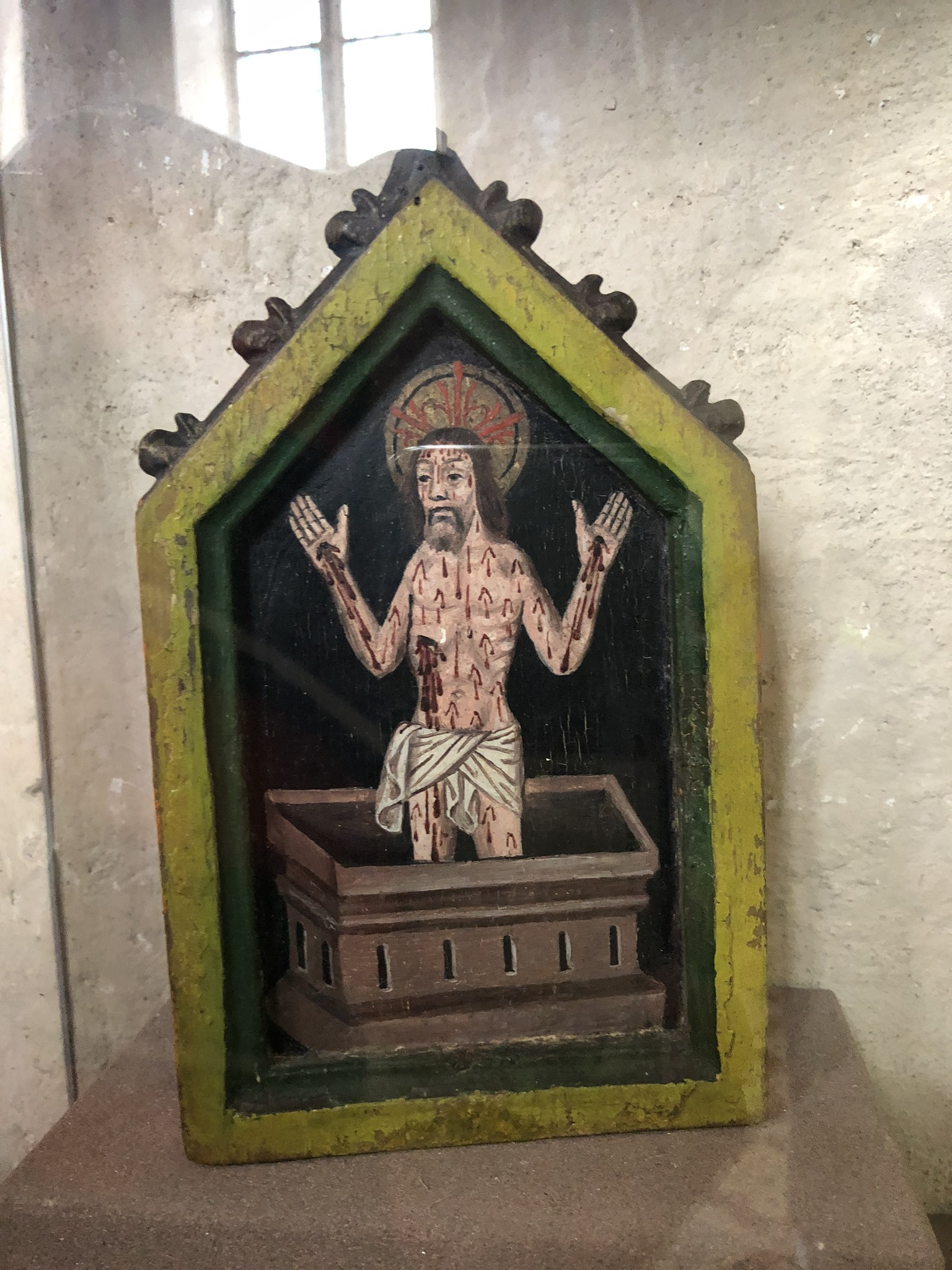
Paxtäfelchen (Schmerzensmann)

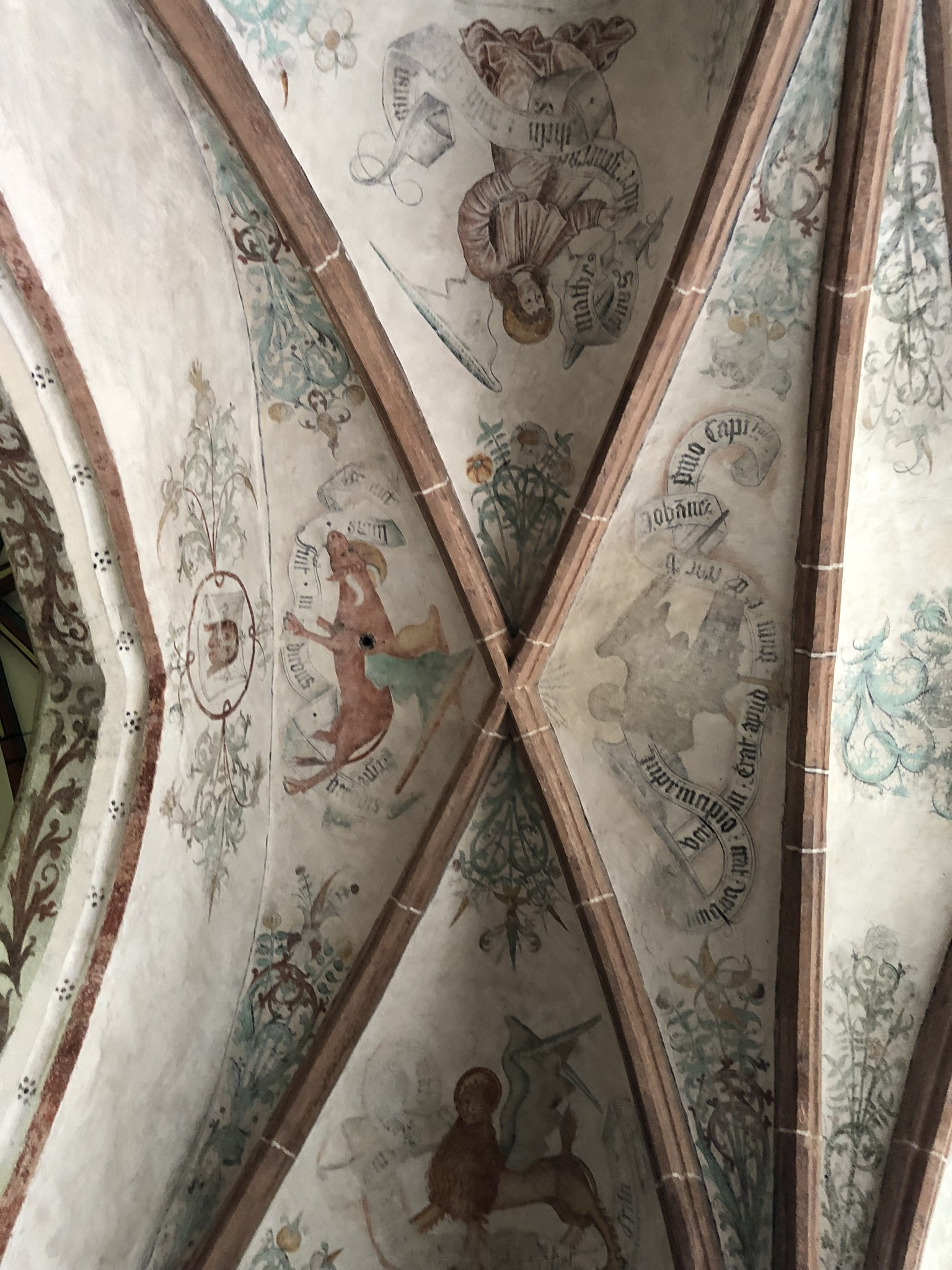
Fresken (Ausschnitt: Evangelisten)

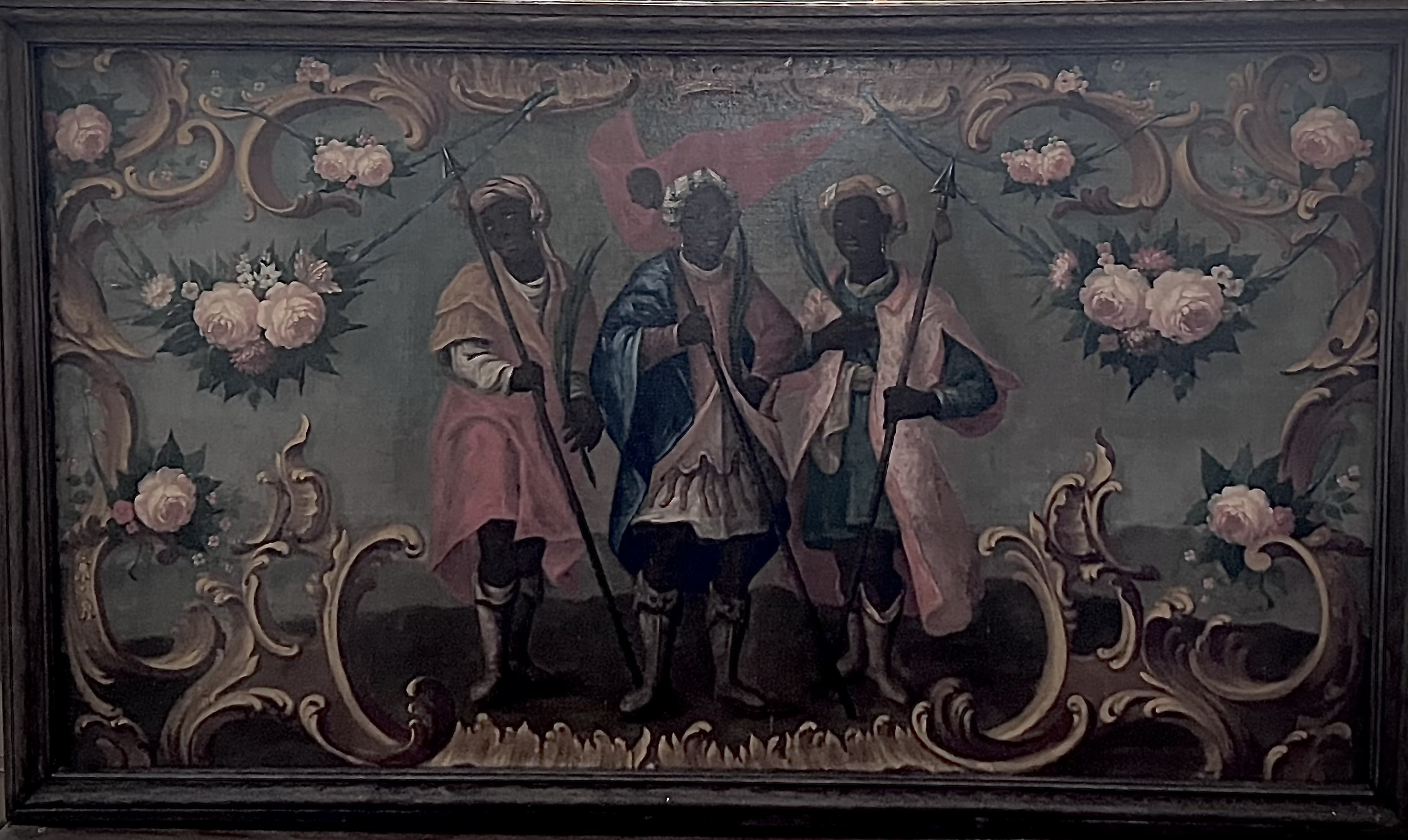
Antependium: Drei heilige Mauren

Das Langhaus hat ein hölzernes Gewölbe in gotisierenden Formen. Zur Innenausstattung gehören drei barocke, ebenfalls hölzerne Altäre mit Gemälden. Die der Seitenaltäre aus dem 18. Jahrhundert, links die Heilige Familie darstellend, rechts sind die Heiligen Hubertus, Matthäus und Arnolfus abgebildet. Das Gemälde des Hochaltares ist von 1872. Die Kirche enthält ein Paxtäfelchen: Schmerzensmann, Öl auf Nussbaum, aus dem 15. Jahrhundert. Der gotische Chor ist reichhaltig mit Fresken bemalt. Auf dem Antependium des Hauptaltars aus der Zeit um 1700 sind die drei heiligen Mauren dargestellt. Die Soldaten der Thebäischen Legion halten Lanzen und Palmzweige in den Händen. Die Rückseite ist eine Darstellung des Fegefeuers. 

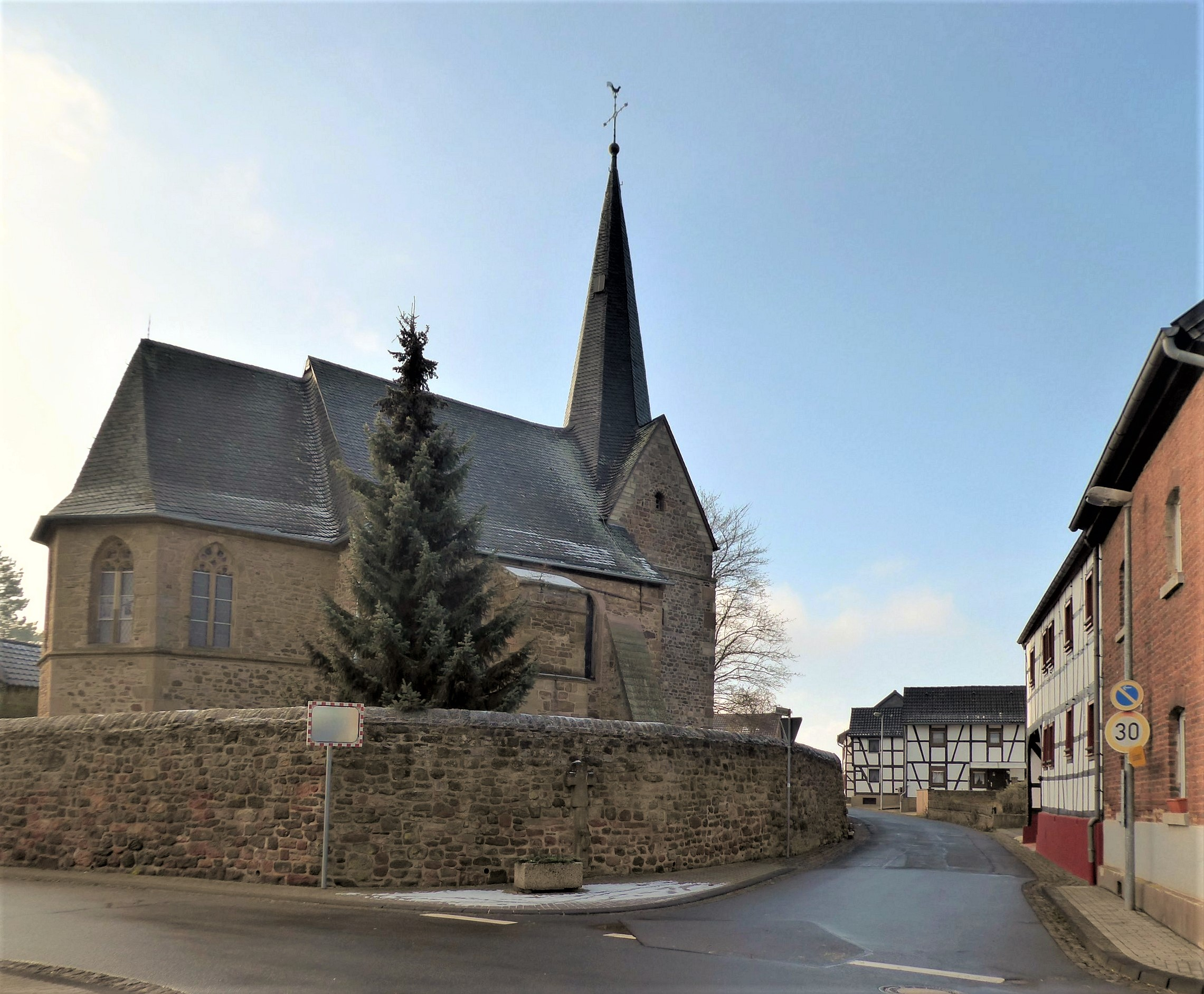
Blick zum Kirchring
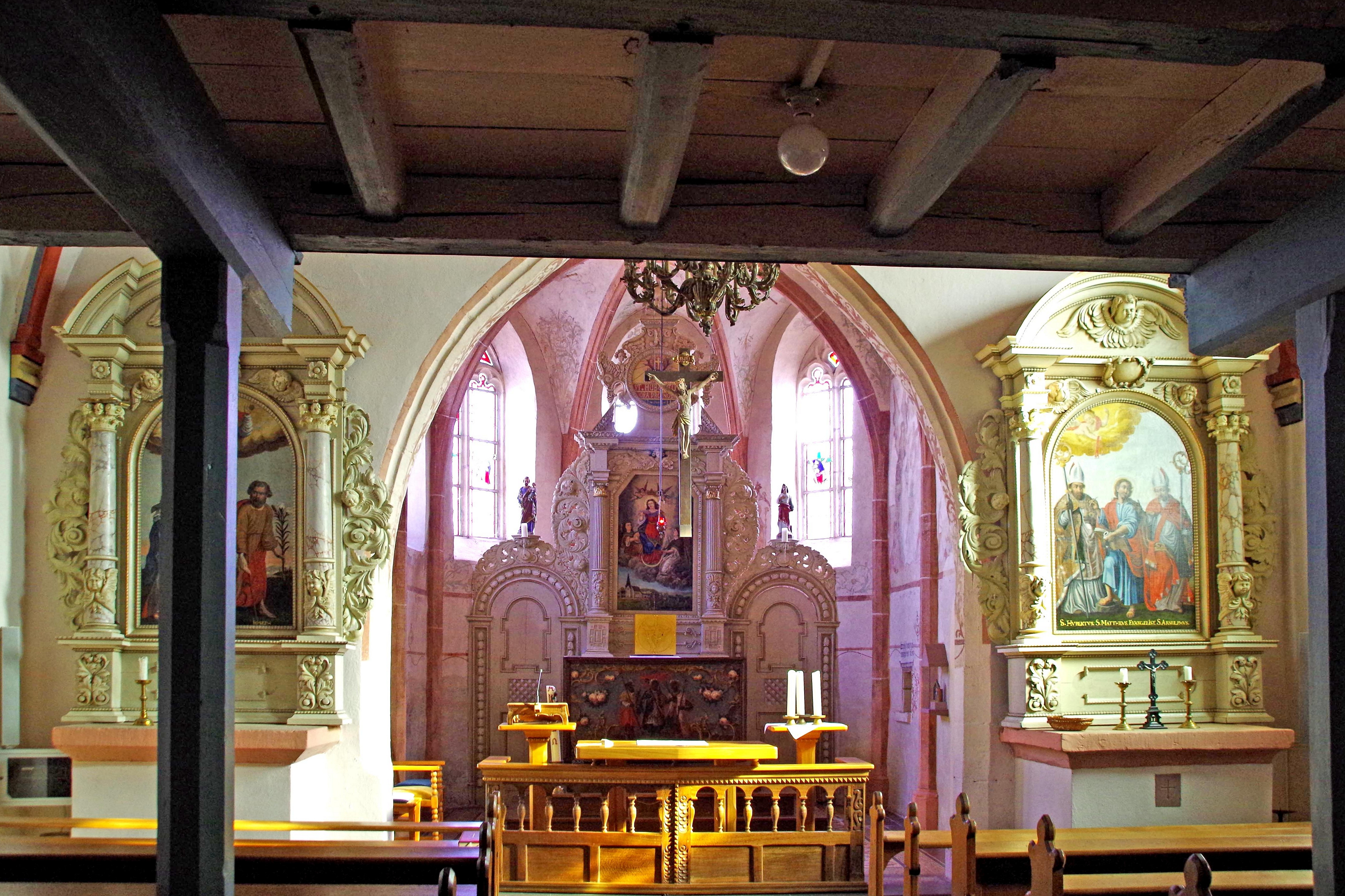
Innenraum
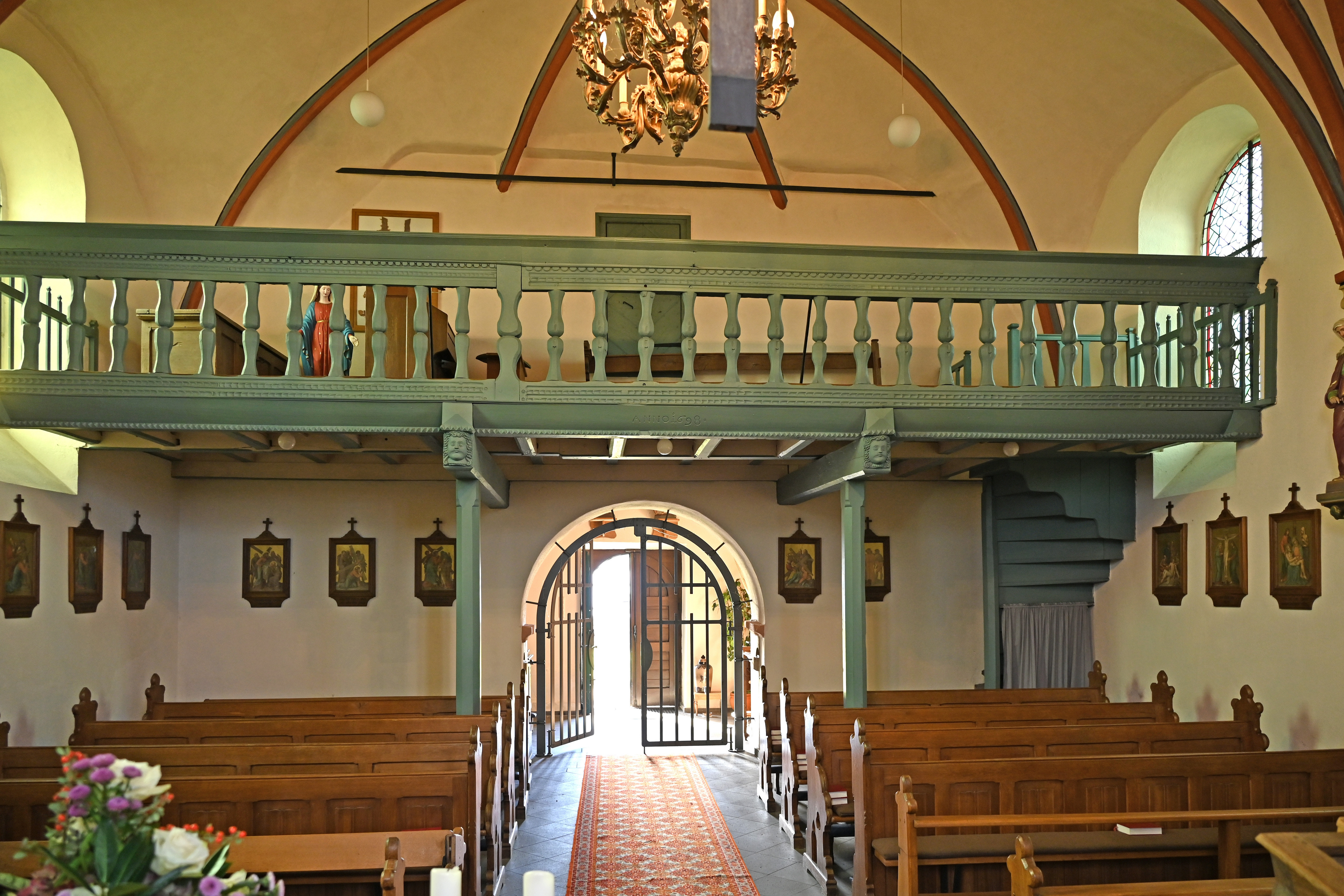
Innenraum mit Empore
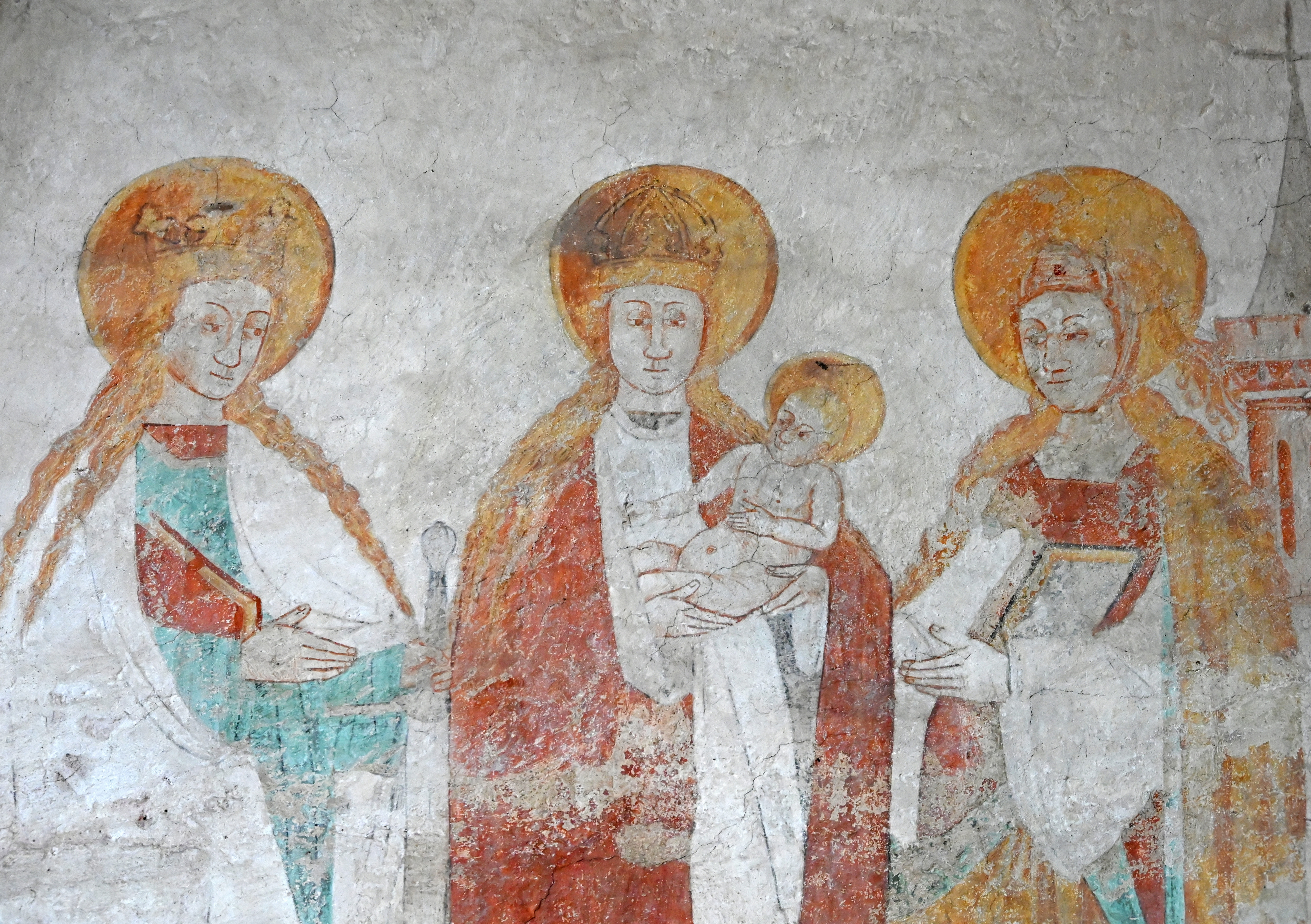
Fresko im Chor
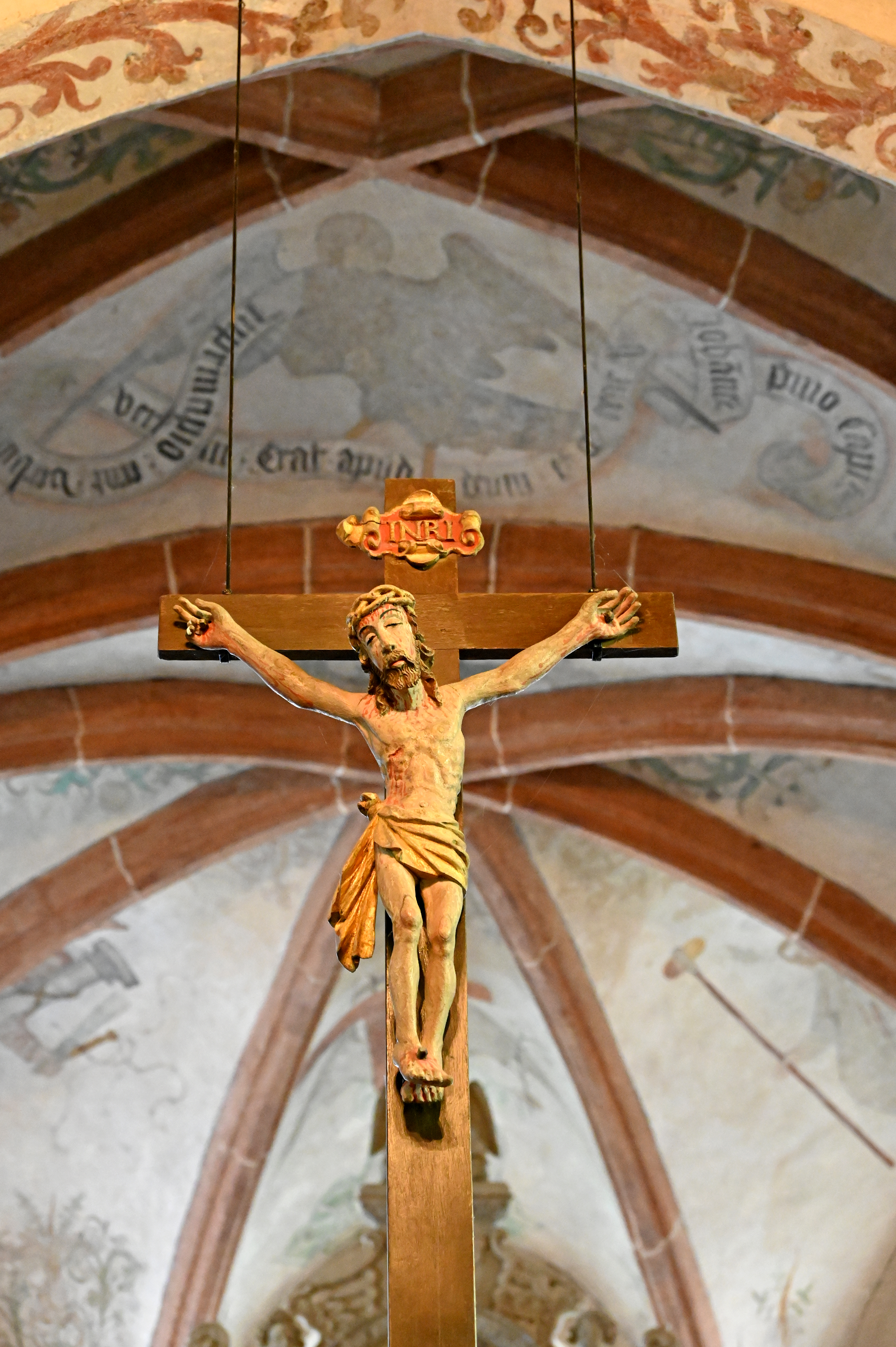
Chorkreuz
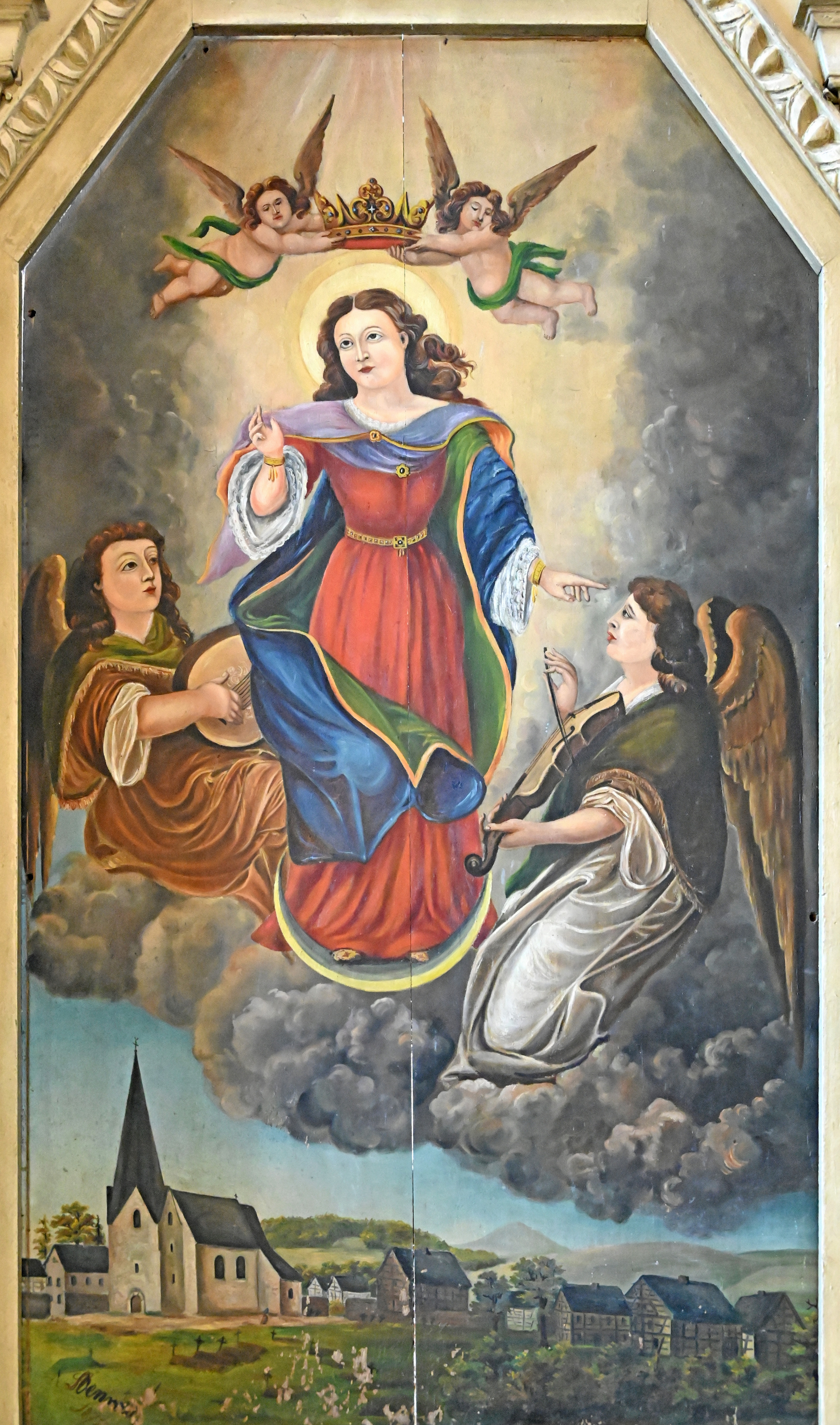
Altargemälde
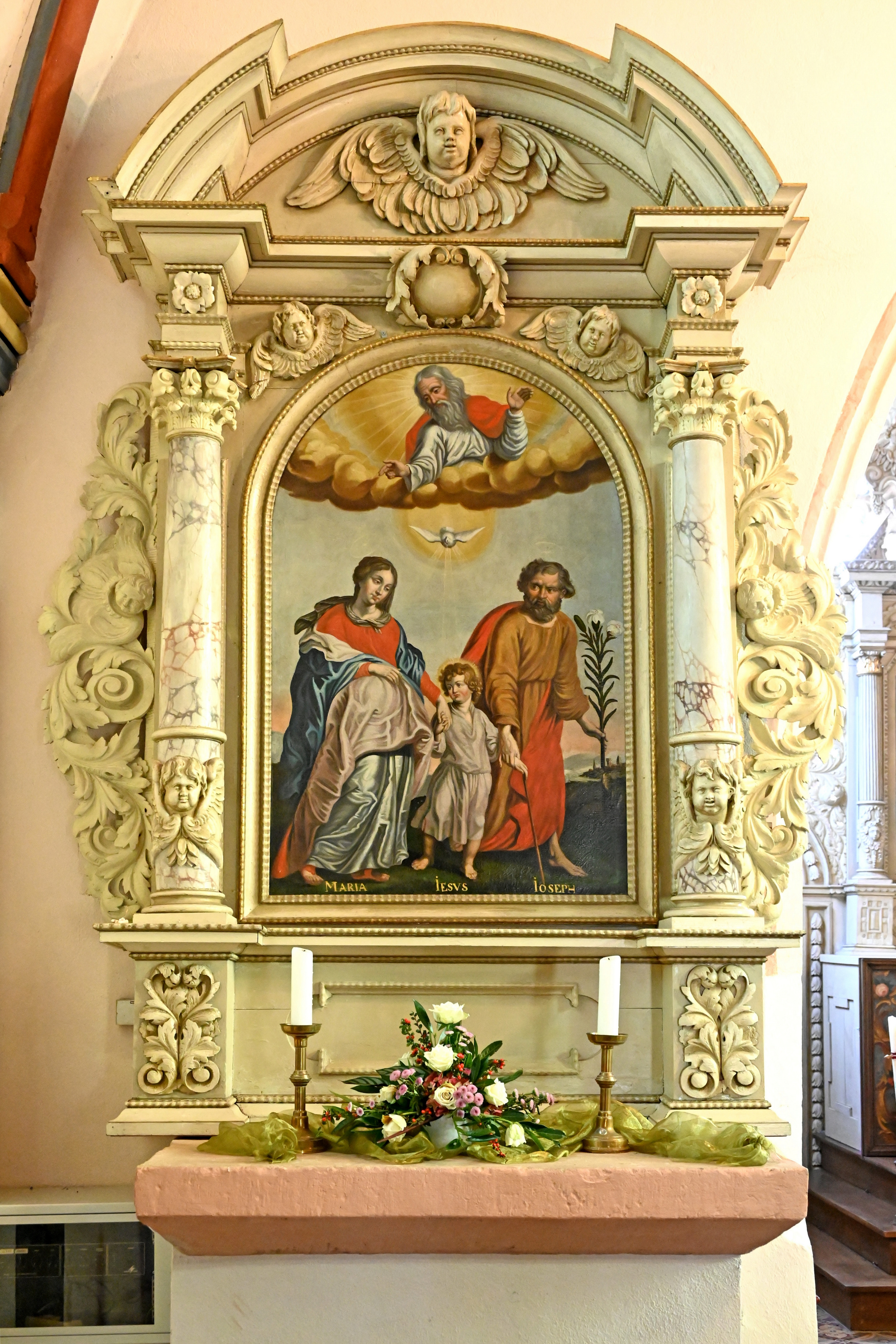
Seitenaltar links
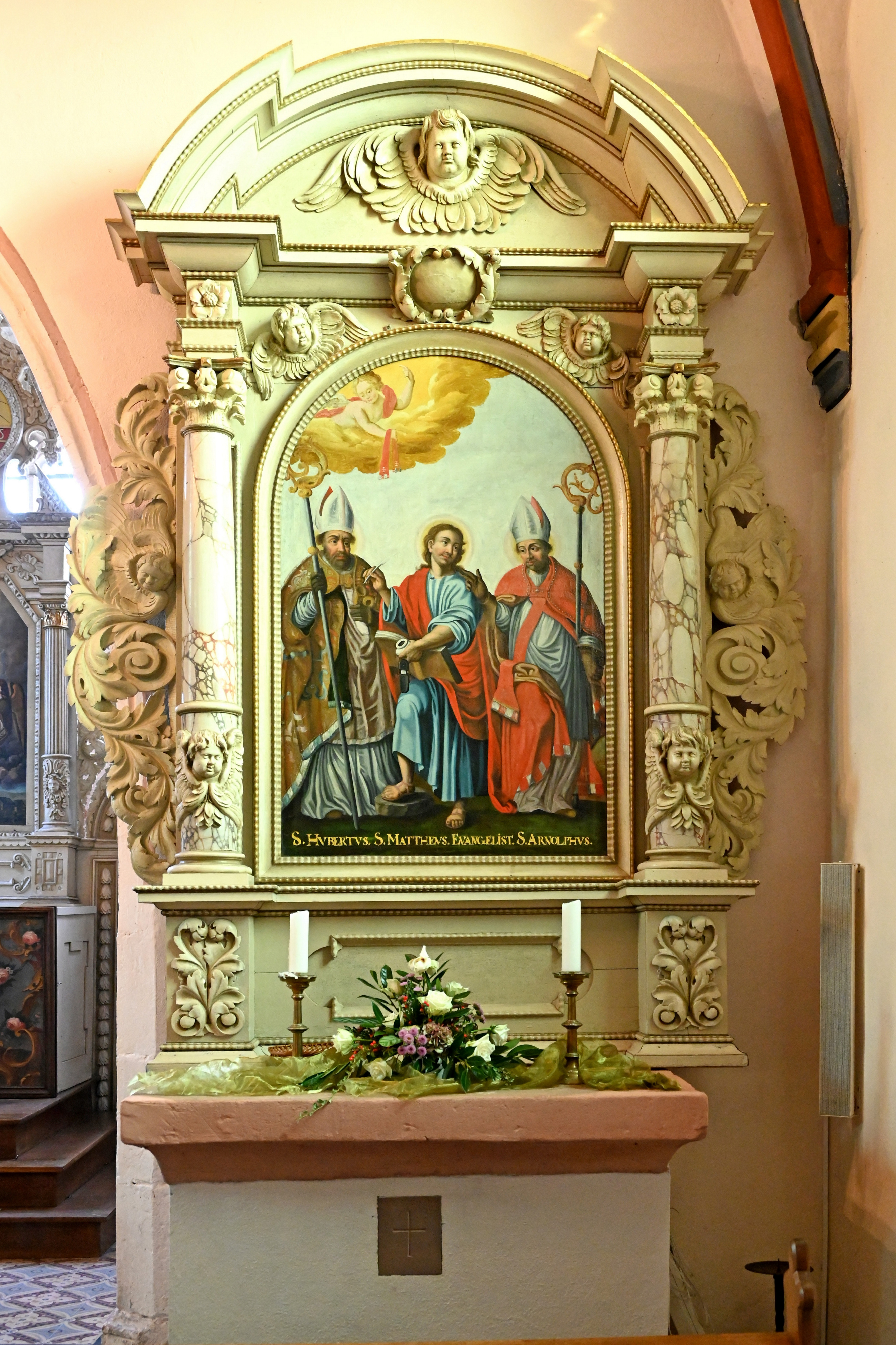
Seitenaltar rechts

## Glocken
Die ältere Glocke ist von 1516 mit Schlagton à. Der Inschrift gemäß ist sie von Jan van Alfter. Die jüngere ist von 1769 mit Schlagton dˋˋ. Sie stammt aus der Gießerei Bartholomäus Gunder aus Köln.